# Badener Vertrag 1585

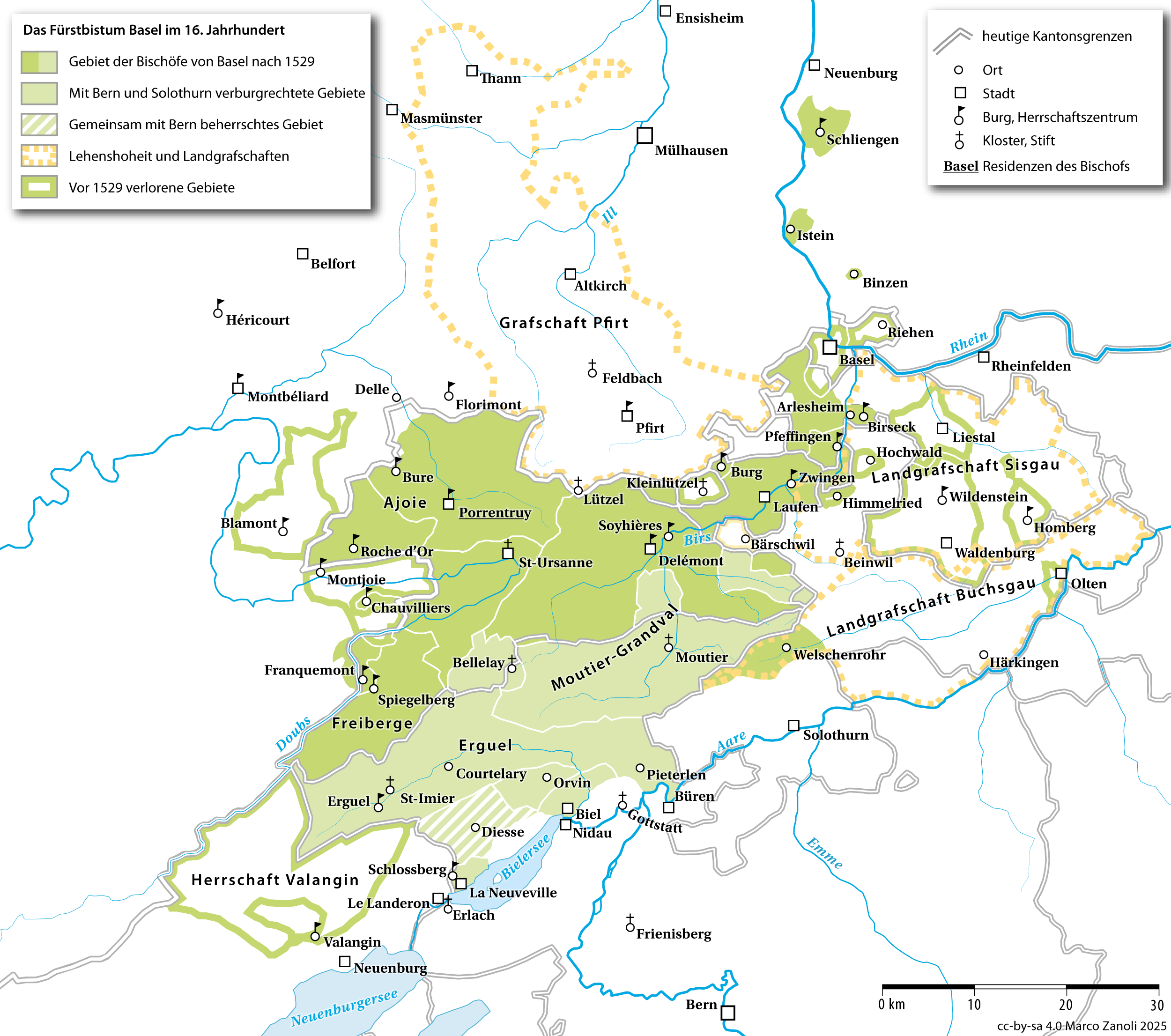
Das Fürstbistum Basel im 16. Jahrhundert

Im Badener Vertrag von 1585 wurden das staatliche Verhältnis sowie die territorialen und konfessionellen Hoheiten zwischen Basel und dem Fürstbistum Basel geregelt. Der Vertrag war ein grosser Erfolg für die  schweizerische Gegenreformation.
Im Verlauf des 13. und 14. Jahrhunderts emanzipierte sich die Basler Stadtgemeinde immer mehr von der Hoheit des Fürstbischofs von Basel. Ab 1400 begann sie eine eigene Territorialpolitik und kam im Sisgau erstmals in den Pfandbesitz fürstbischöflicher Herrschaften. Anfang des 15. Jahrhunderts hatte Basel seine Expansion zum grössten Teil abgeschlossen. 1521 sagte es sich endgültig von der bischöflichen Stadtherrschaft los und 1529 schloss es sich der Reformation an. In der Schwächephase des Fürstbistums Basel bis in die 1570er Jahre gelang es Basel, sich mit den meisten fürstbischöflichen Gemeinden des nahen Birsecks und der Ämter Laufen, Delsberg und Freiberge zu verburgrechten. Die Stadt schützte dort die Reformation und übte besonders im Birseck faktisch die Herrschaft aus.
Eine Wendung brachte das Wiedererstarken des Fürstbistums durch den Herrschaftsantritt von Bischof Jakob Christoph Blarer von Wartensee 1575. Dieser verbündete sich 1579 mit den katholischen Ständen der Eidgenossenschaft und forderte von Basel die Auslösung der alten fürstbischöflichen Lehen und Pfänder. Basel lief Gefahr, unter die Hoheit des Fürstbistums zu geraten und seine Selbständigkeit zu verlieren. Es konnte infolge seiner damaligen lutherischen Ausrichtung auch nicht auf die Hilfe der reformierten Kantone hoffen, die ohnehin einen weiteren desaströsen Feldzug wie den Zweiten Kapellerkrieg von 1531 scheuten. Basel willigte also in einen eidgenössischen Schiedsspruch ein, der 1585 im Tagsatzungsort Baden erging. Dieser «Badener Vertrag» bestimmte, dass Basel mit einer enormen Zahlung von 200'000 Gulden in den endgültigen Besitz aller seiner seit 1400 erworbenen Pfänder und Lehen des Fürstbistums gelangte. Im Gegenzug wurden die Burgrechte mit den fürstbischöflichen Untertanen entkräftet, deren reformierte Konfession vom Fürstbischof nun bekämpft werden konnte. Der Anschluss des rekatholisierten Birseck an den Kanton Basel (heute Teil des Kantons Baselland) gelang erst 1815 durch den Wiener Kongress.
Der Basler Rat musste Geld aufnehmen, um die verlangte Zahlung überhaupt zu leisten. Damit er die Schulden wieder abtragen konnte, erhöhte er das Weinumgeld auf der Basler Landschaft. Der Unmut darüber führte zum unblutigen Rappenkrieg von 1591 bis 1594.